# Бернарвилле
Бернарвилле́ (фр. Bernardvillé) — коммуна на северо-востоке Франции в регионе Гранд-Эст (бывший Эльзас — Шампань — Арденны — Лотарингия), департамент Нижний Рейн, округ Селеста-Эрстен, кантон Оберне. До марта 2015 года коммуна административно входила в состав упразднённого кантона Барр (округ Селеста-Эрстен).
Площадь коммуны — 2,76 км², население — 194 человека (2006) с тенденцией к росту: 222 человека (2013), плотность населения — 80,4 чел/км².

## Население
Население коммуны в 2011 году составляло 218 человек, в 2012 году — 218 человек, а в 2013-м — 222 человека.
| 1962 | 1968 | 1975 | 1982 | 1990 | 1999 | 2006 | 2008 | 2011 | 2012 | 2013 |
| ---- | ---- | ---- | ---- | ---- | ---- | ---- | ---- | ---- | ---- | ---- |
| 191  | 194  | 188  | 146  | 187  | 199  | 194  | 212  | 218  | 218  | 222  |

Динамика населения:

## Экономика
В 2010 году из 142 человек трудоспособного возраста (от 15 до 64 лет) 109 были экономически активными, 33 — неактивными (показатель активности 76,8 %, в 1999 году — 73,2 %). Из 109 активных трудоспособных жителей работали 106 человек (57 мужчин и 49 женщин), 3 числились безработными (один мужчина и две женщины). Среди 33 трудоспособных неактивных граждан 6 были учениками либо студентами, 13 — пенсионерами, а ещё 14 — были неактивны в силу других причин.

## Достопримечательности (фотогалерея)

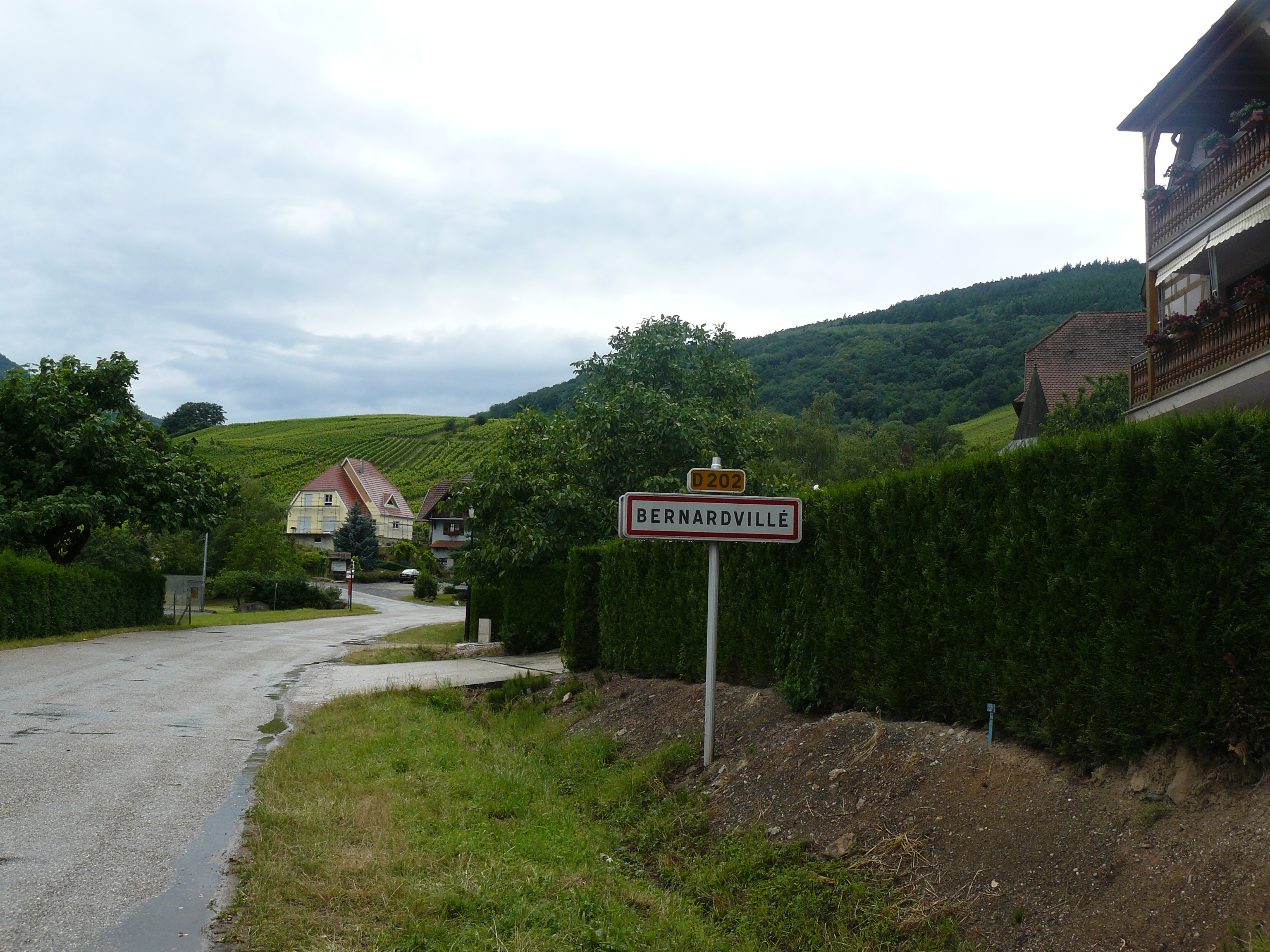
На въезде
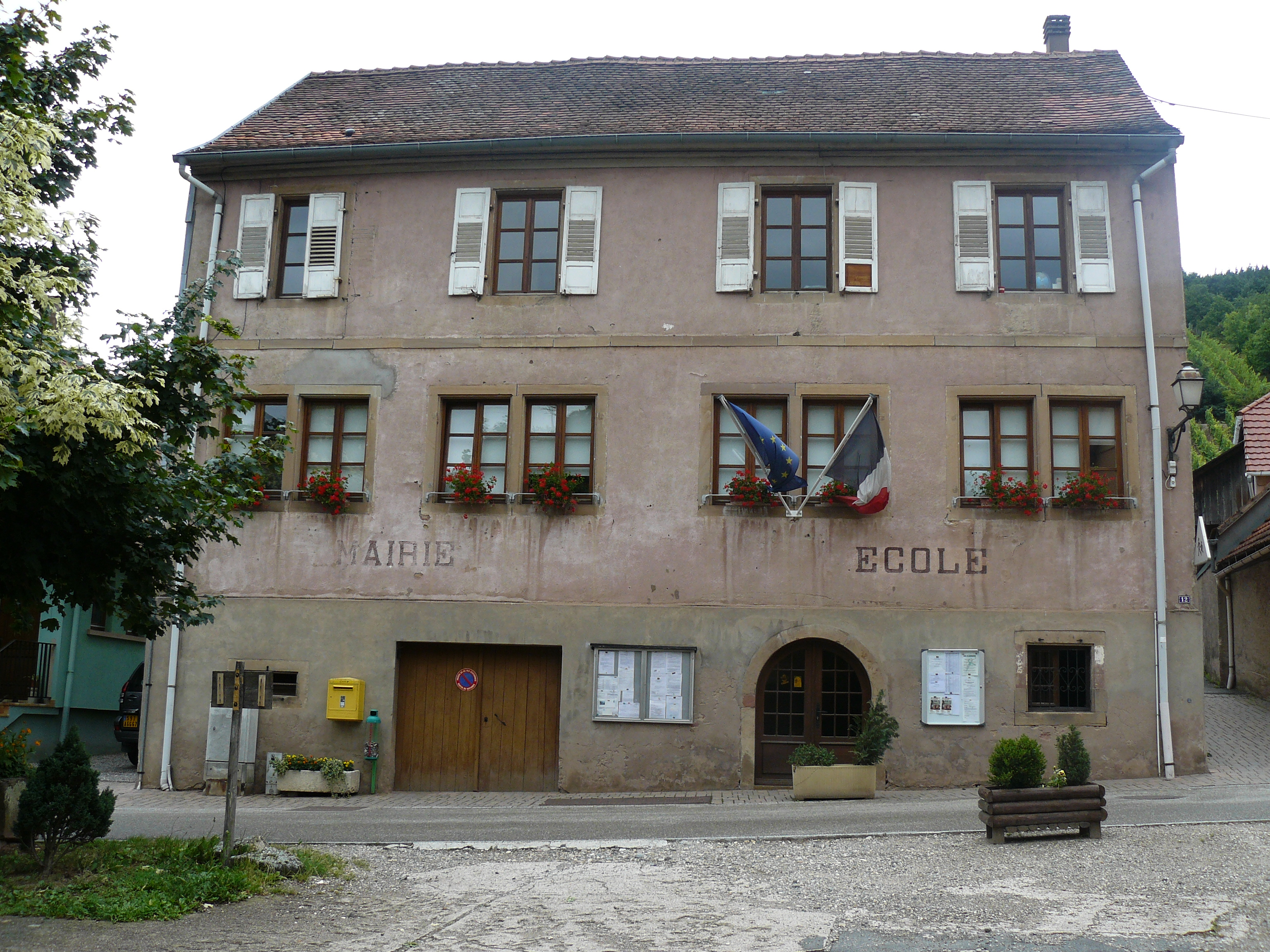
Здание мэрии-школы
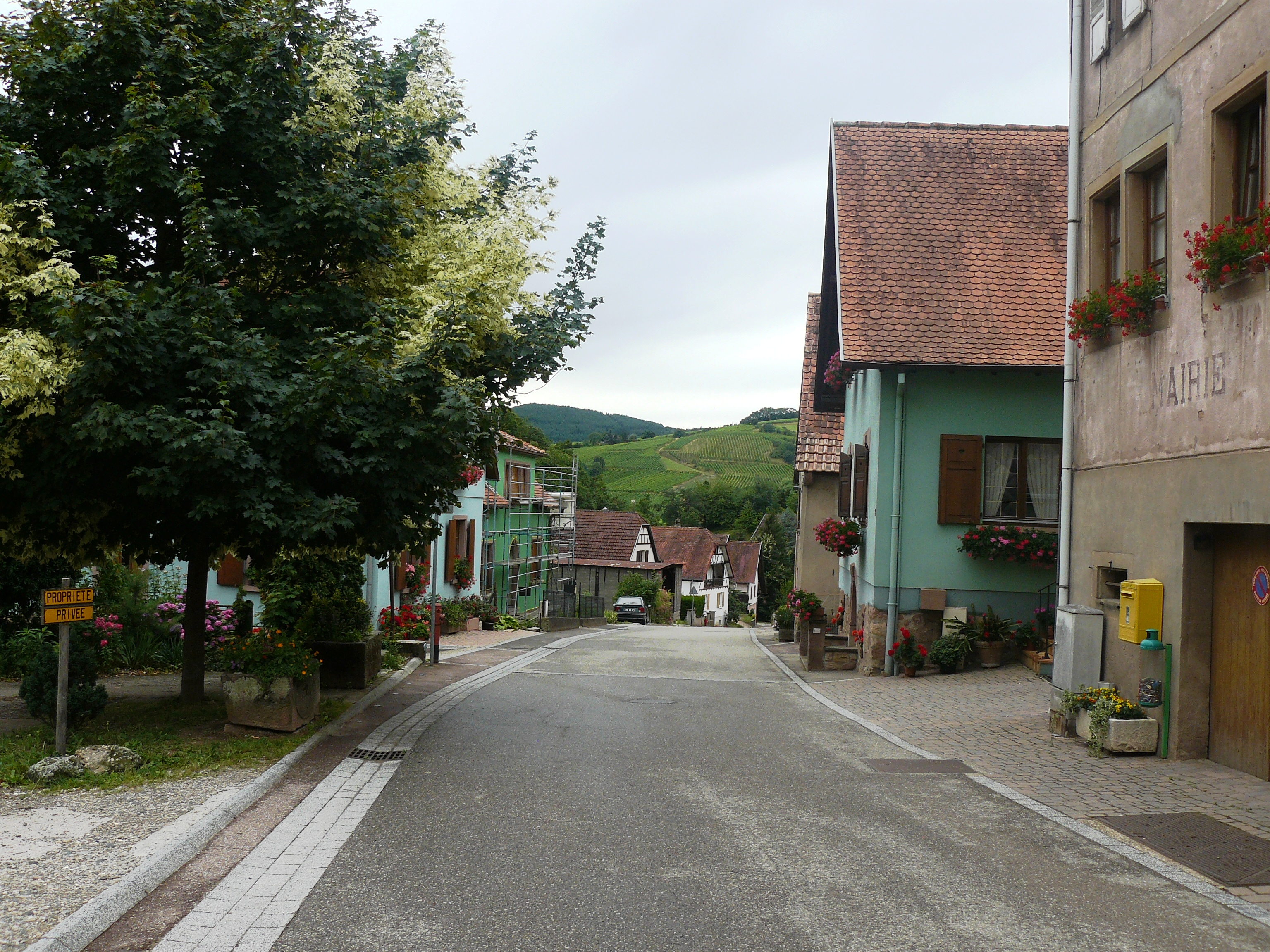
Центральная улица